# زبان ویلامووی
ویلامووی نام زبانی از شاخه زبان‌های ژرمنی غربی است. این زبان در شهرک ویلاموویتس واقع در نزدیکی شهر بیلسکو بیاوا (در مرز میان سیلیزیا و لهستان کوچک) صحبت می‌شود. ویلامووی در زمان جنگ جهانی دوم و اشغال لهستان توسط آلمان‌ها، ترویج شد اما پس از جنگ هرگونه استفاده از آن توسط حکومت حزب کارگران متحد لهستان منع شد. اگرچه این منبع پس از سال ۱۹۵۶ برداشته شد، از آن پس زبان لهستانی عملاً جای زبان ویلامووی را گرفت. در حال حاضر گویشوران بومی این زبان تنها حدود ۷۰ نفر می‌باشند که اکثر آنها افراد سالخورده‌اند و از این رو میلامووی زبانی درخطر است.